# Carlo Costigliolo
Giacomo Carlo Costigliolo (ur. 10 sierpnia 1893 w Genui, zm. 16 grudnia 1968 tamże) – włoski gimnastyk, medalista olimpijski.
Brat gimnastyka Luigiego Costigliolo, olimpijczyka z 1920 roku.
W 1920 r. reprezentował barwy Zjednoczonego Królestwa Włoch na letnich igrzyskach olimpijskich w Antwerpii, zdobywając złoty medal w wieloboju drużynowym. 